# Mięsień dźwigacz łopatki człowieka
Mięsień dźwigacz łopatki (łac. musculus levator scapulae) – w anatomii człowieka powierzchowny mięsień grzbietu z grupy kolcowo-ramiennych. Jest to mięsień trójkątnego kształtu, leżący na bocznej powierzchni szyi między górnym kątem łopatki a górną połową kręgosłupa szyjnego. Przyczepy początkowe ma na wyrostkach poprzecznych kręgów C1–C4, a przyczepy końcowe na tylnej powierzchni brzegu przyśrodkowego łopatki, od kąta górnego do trójkąta grzebienia.
Unaczyniony jest przez gałęzie tętnicy podobojczykowej: tętnicę kręgową, tętnicę poprzeczną szyi i tętnicę szyjną wstępującą, a unerwiony przez nerw grzbietowy łopatki C4–5 i nerwy rdzeniowe C3 i C4 (lub C2 i C3).
Współpracuje z górną częścią mięśnia czworobocznego, pociągając łopatkę ku górze i przyśrodkowo, a wyrostek barkowy bocznie. Przy ustalonej obręczy barkowej działając jednostronnie zgina kręgosłup w odcinku szyjnym do boku, obustronnie – ku tyłowi.